# Tour della nazionale maschile di rugby a 15 del Galles 1991
Tra le due edizioni del 1987 e del 1991 della coppa del Mondo, la nazionale gallese di "rugby a 15" si reca varie volte in tour oltremarare.
Nel 1991,  Il Galles va in Australia dove subisce una pesantissima sconfitta (6-36) con i Wallabies, ma anche dal New South Wales (8-71)

## Risultati
Sistema di punteggio: meta = 4 punti, Trasformazione=2 punti.Punizione =  3 punti. drop = 3 punti. 
| Perth 30 giugno 1991 | Western Australia | 6 – 22 | Galles XV |  |

| Brisbane 7 luglio 1991 | Queensland | 35 – 24 | Galles XV |  |

| Canberra 10 luglio 1991 | ACT | 3 – 7 | Galles XV |  |

| Sydney 14 luglio 1991 | New South Wales | 71 – 8 | Galles XV |  |

| Rockhampton 17 luglio 1991 | Queensland Country | 7 – 37 | Galles XV |  |

| Arbitro: | Fred Howard |

| |            | |
| Campese, Egerton Gavin 2, Horan Kearns 2, Little Lynagh 2, Ofahengaue Roebuck | mt         | |
| Lynagh 6 | tr         | |
| Lynagh | c.p.       | Thorburn |
| | drop       | A. Davies |
| 15.Marty Roebuck, 14.Bob Egerton, 13.Jason Little, 12.Tim Horan, 11.David Campese, 10.Michael Lynagh, 9.Nick Farr-Jones (cap.), 8.Tim Gavin, 7.Jeff Miller, 6.Willie Ofahengaue, 5.John Eales, 4.Rod McCall, 3.Ewen McKenzie, 2.Phil Kearns, 1.Tony Daly, sostituti: Peter Slattery | Formazioni | 15.Paul Thorburn (cap.), 14.Ieuan Evans, 13.Mike Hall, 12.Scott Gibbs, 11.Steve Ford, 10.Adrian Davies, 9.Chris Bridges, 8.Phil Davies, 7.Richie Collins, 6.Emyr Lewis, 5.Paul Arnold, 4.Glyn Llewellyn, 3.Hugh Williams-Jones, 2.Kevin Phillips, 1.Mark Davis, sostituti: Gareth Llewellyn, Tony Clement, David Evans |